# Krakowskie Przedmieście

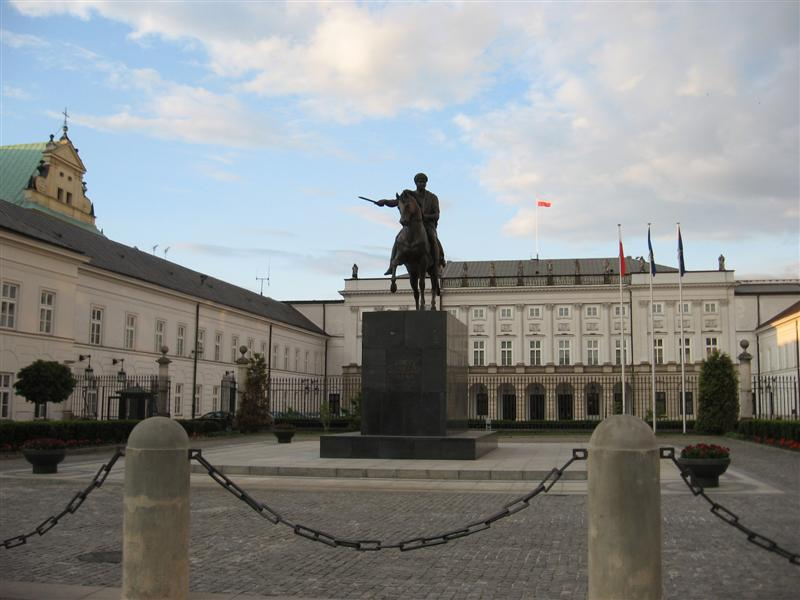
Estátua eqüestre de Bertel Thorvaldsen do Príncipe Józef Poniatowski diante do Palácio Presidencial.

Krakowskie Przedmieście, em Varsóvia (literalmente em português significa:  "Subúrbio de Cracóvia"; até o século XIX, também conhecida pela termo  francês, "Faubourg  de Cracovie") é uma das mais importantes e prestigiadas ruas da capital da Polônia.  